# Hoffmannia dwyeri
Hoffmannia dwyeri là một loài thực vật có hoa trong họ Thiến thảo. Loài này được W.C.Burger mô tả khoa học đầu tiên năm 1999.